# 1773 Румпельштільц
1773 Румпельштільц (1773 Rumpelstilz) — астероїд головного поясу, відкритий 17 квітня 1968 року.
Тіссеранів параметр щодо Юпітера — 3,486.